# 島根県道229号安来港線
島根県道229号安来港線（しまねけんどう229ごう やすぎこうせん）は、島根県安来市を通る一般県道である。

## 概要
安来港から国道9号交点に至る。

### 路線データ
- 起点：安来市安来町（安来港）
- 終点：安来市安来町（安来駅前交差点、国道9号交点）

## 歴史
- 1958年（昭和33年）6月13日 - 島根県告示第525号により認定される。
- 1972年（昭和47年）頃 - 現行の県道番号に変更される。

## 地理

### 通過する自治体
- 安来市

### 交差する道路
| 交差する道路              | 交差する場所 | 交差する場所          |
| ------------------------- | ------------ | --------------------- |
| 島根県道265号黒井田安来線 | 安来町       |                       |
| 国道9号                   | 安来町       | 安来駅前交差点 / 終点 |

### 沿線
- 安来港
- JR西日本山陰本線 安来駅